# Små Rödskären
Små Rödskären är skär i Åland (Finland). De ligger i Skärgårdshavet och i kommunen Kökar i landskapet Åland, i den sydvästra delen av landet. Öarna ligger omkring 67 kilometer öster om Mariehamn och omkring 220 kilometer väster om Helsingfors. 
Arean för den av öarna koordinaterna pekar på är 1 hektar och dess största längd är 160 meter i nord-sydlig riktning.
Trakten är glest befolkad. Närmaste större samhälle är Kökar, 12,5 km nordväst om Små Rödskären.